# Балазюк
Балазю́к (фр. Balazuc, окс. Balasuc) — коммуна во Франции, находится в регионе Рона — Альпы. Департамент коммуны — Ардеш. Входит в состав кантона Валлон-Пон-д’Арк. Округ коммуны — Ларжантьер.
Код INSEE коммуны — 07023.

## Население
Население коммуны на 2008 год составляло 331 человек.
| 1962 | 1968 | 1975 | 1982 | 1990 | 1999 | 2008 |
| ---- | ---- | ---- | ---- | ---- | ---- | ---- |
| 248  | 218  | 213  | 275  | 277  | 337  | 331  |

## Экономика
В 2007 году среди 209 человек в трудоспособном возрасте (15—64 лет) 142 были экономически активными, 67 — неактивными (показатель активности — 67,9 %, в 1999 году было 70,3 %). Из 142 активных работали 124 человека (67 мужчин и 57 женщин), безработных было 18 (8 мужчин и 10 женщин). Среди 67 неактивных 19 человек были учениками или студентами, 31 — пенсионерами, 17 были неактивными по другим причинам.

## Достопримечательности
- Романская церковь Сен-Маделен (XI—XIII века)
- Копия саркофага Балазюк (IV—V века)
- Руины часовни (XIII век)
- Укреплённый дом (XIII век)

## Фотогалерея

Балазюк (панорама)
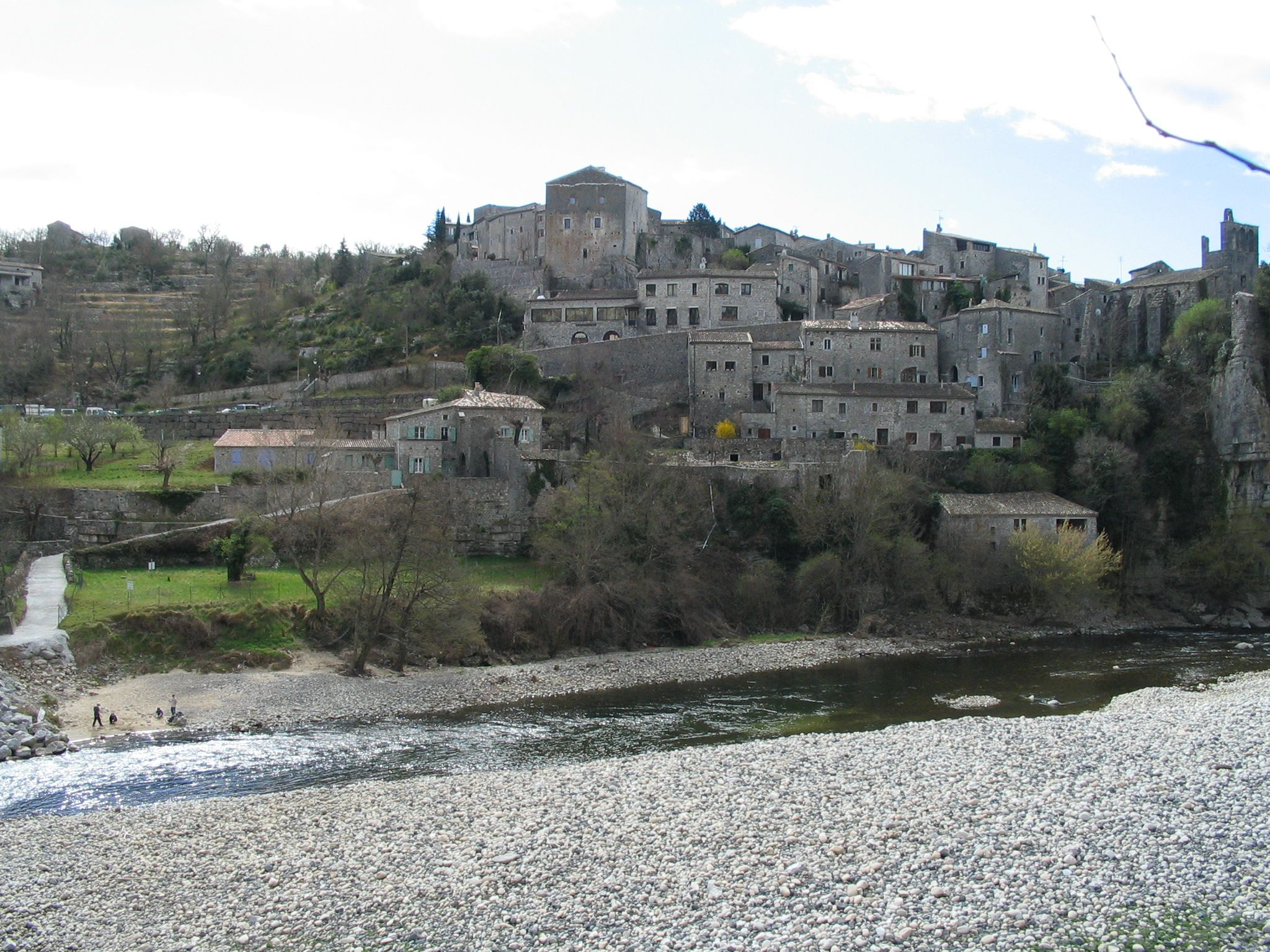
Балазюк
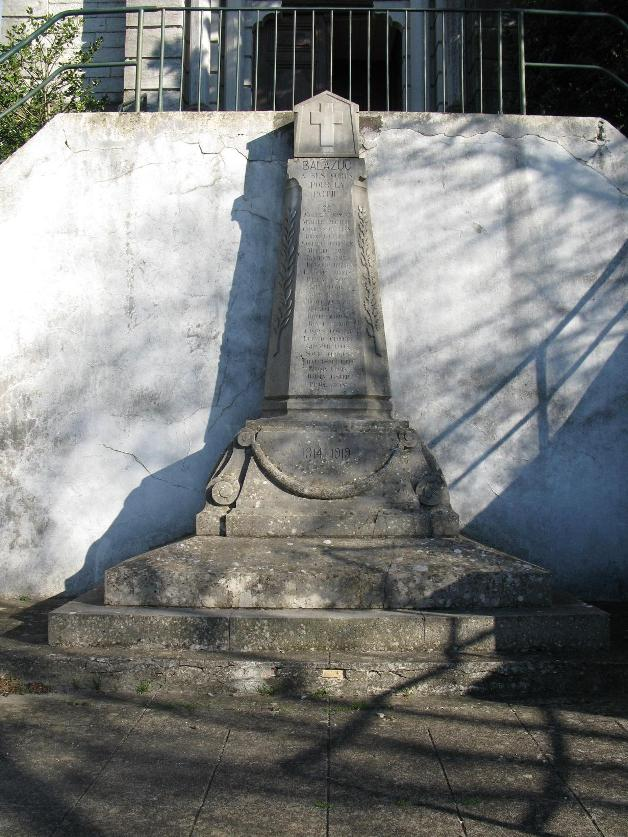
Памятник погибшим в Первой мировой войне
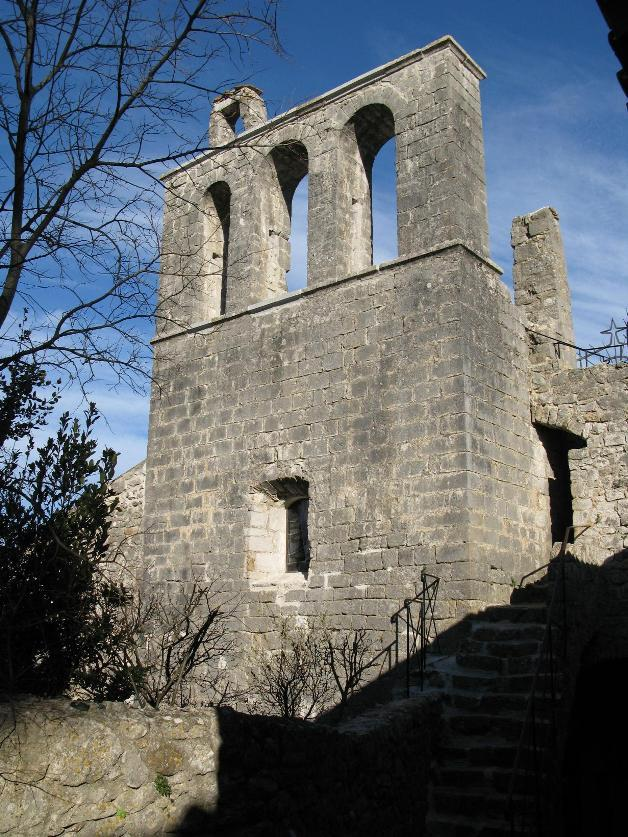
Церковь Нотр-Дам
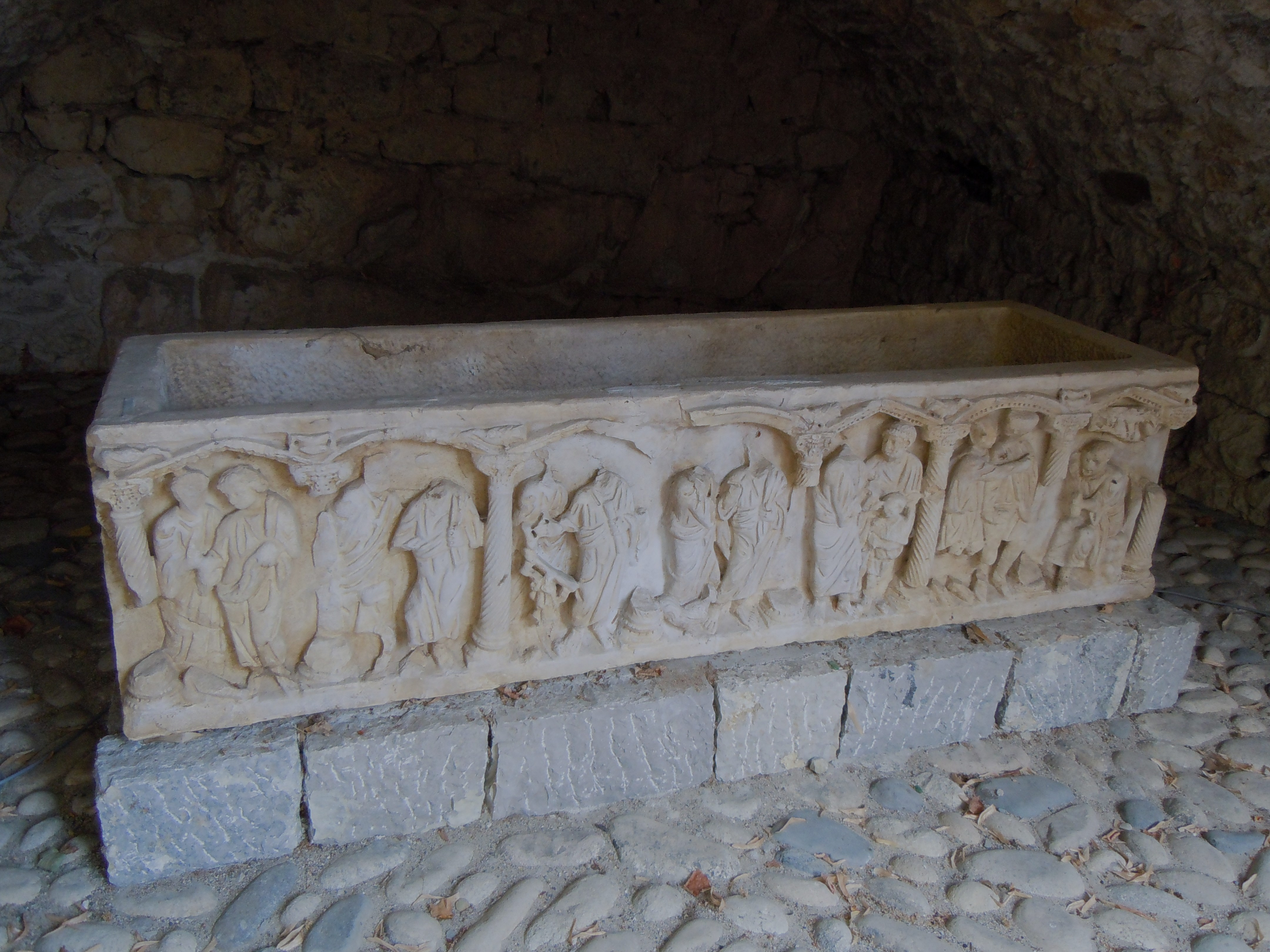
Саркофаг
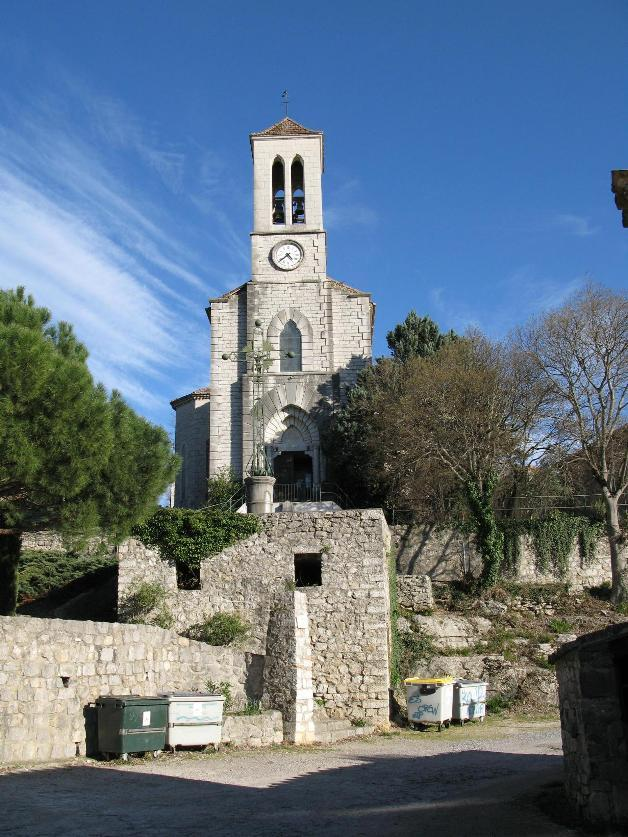
Новая церковь
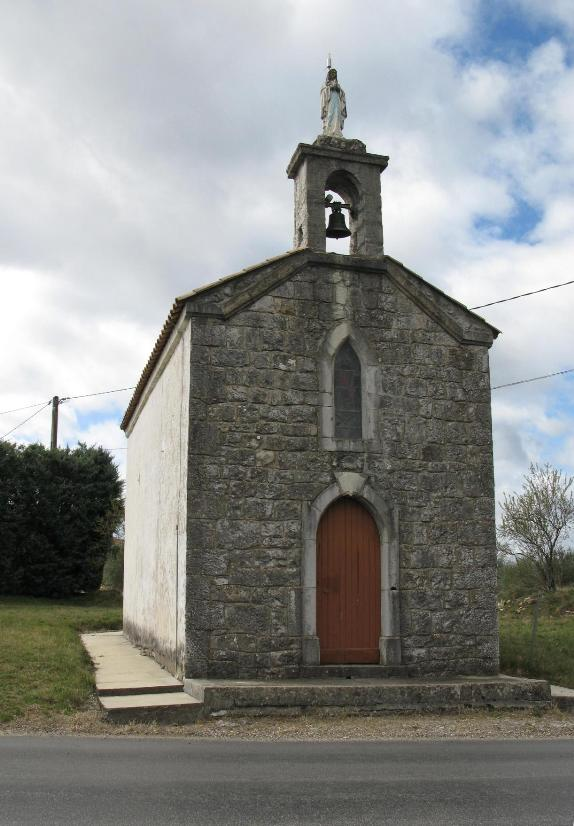
Часовня